# Max Heindel
 (décembre 2016).
Si vous disposez d'ouvrages ou d'articles de référence ou si vous connaissez des sites web de qualité traitant du thème abordé ici, merci de compléter l'article en donnant les références utiles à sa vérifiabilité et en les liant à la section « Notes et références ».
Carl Louis von Grasshoff, dit Max Heindel, né le 23 juillet 1865 à Aarhus (Danemark) et mort le 6 janvier 1919 à Oceanside (Californie), est le fondateur de la Rosicrucian Fellowship (Association rosicrucienne), basée à Mount Ecclesia, Oceanside, en Californie.

## Biographie

### Jeunesse
Il était issu de la petite noblesse danoise. Son père François L. Von Grasshoff était d'origine allemande et sa mère était danoise. Carl-Louis était l'aîné de trois enfants. À l'âge de 16 ans, il entra à l'école de marine de Glasgow, où il fit des études d'ingénieur. Entre 1895 et 1901, il vécut à New York comme ingénieur consultant. En 1903, il s'établit à Los Angeles, où il entra à la Société théosophique, dont il fut vice-président en 1904 et 1905. Après une grave crise cardiaque en 1905, il fut pendant des mois aux portes de la mort.

### Disciple de Rudolph Steiner
Bien qu'il fût grand admirateur de Madame Blavatsky, l'enseignement théosophique ne le satisfaisait pas entièrement en raison de ses références trop orientales et trop peu chrétiennes. Ayant entendu dire qu'un maître spirituel enseignait sur le vieux continent, Max Heindel se rendit en Allemagne et y séjourna du début novembre 1907 à fin mars 1908. Il fréquenta les milieux théosophiques allemands, notamment à Berlin. Il suivit de nombreux cycles de conférences et eut également quelque six entretiens privés avec Rudolf Steiner, alors secrétaire général de la section allemande de la Société théosophique.
Avant de repartir pour la Californie, Max Heindel dit à Rudolf Steiner qu'il avait commencé à écrire un ouvrage d'occultisme, sorte d'abrégé des enseignements de l'Orient et de l'Occident. Steiner demanda alors que s'il était fait usage d'enseignements publiés par lui, il faudrait le mentionner comme référence et comme source d'informations. Aussi Max Heindel dédia-t-il la première édition américaine de sa Rosicrucian Cosmo-conception (Cosmogonie des Rose-Croix, parue en 1909) à Steiner : « À mon estimé ami, le Dr Rudolph Steiner, en profonde reconnaissance des très précieuses informations reçues ; et avec toute ma gratitude à mon amie le Dr Alma Von Brandis, pour l'inestimable influence qu'elle exerça sur l'épanouissement de mon âme en cette vie. »
René Guénon, dans son ouvrage Le Théosophisme, Histoire d'une pseudo-religion, a bien fait remarquer la similitude entre l'enseignement de Steiner et celui de Max Heindel, non seulement dans certains concepts, mais aussi dans la terminologie. Il en déduit que, comme les enseignements de Steiner étaient antérieurs et que Max Heindel avait reconnu par sa dédicace ses devoirs envers Steiner, il ne faisait aucun doute que la source était bien Steiner, à moins, ajouta-t-il prudemment, que les deux auteurs n'aient puisé à une source commune. Cela est aussi bien mis en évidence dans l'article de Günther Wachsmuth paru dans la revue Tournant. José Dupré, auteur d'un ouvrage très critique sur Steiner et l'anthroposophie, n'hésite pas à qualifier Max Heindel de plagiaire.
Toutefois, dans les éditions suivantes de la Cosmogonie, la dédicace fut retirée.

### Enseignement rosicrucien
Dès son retour aux États-Unis, il fonda son premier centre rosicrucien, le Rosicrucian Fellowship, le 14 novembre 1908, et il publia sa Cosmogonie des Rose-Croix en 1909. Il entreprit alors des tournées de conférences qui eurent beaucoup de succès, ce qui le conduisit à envisager la création d'un vrai centre de diffusion de sa philosophie rosicrucienne, lequel fut construit à Oceanside. En août 1910, il épousa une théosophe, Augusta Foss, qui lui enseigna l'astrologie, dont elle était très férue. Ils vécurent d'abord pendant huit mois à Ocean Park, près de Los Angeles, et s'établirent ensuite à Oceanside, en Californie. En 1910, Max Heindel faillit de nouveau mourir d'une grave crise cardiaque et fut hospitalisé, mais à peine rétabli, il reprit la diffusion des enseignements rosicruciens. Il organisa des cours par correspondance, entièrement gratuits comportant des cours de Bible, des cours de philosophie rosicrucienne et des cours d'astrologie. Le 6 janvier 1919, une ultime crise cardiaque eut raison de lui. Sa veuve Augusta Foss-Heindel continua à diffuser l'enseignement.
Max Heindel fonda également une école ésotérique par correspondance pour les candidats à l'initiation. Les candidats s'engageaient à ne pas manger de viande, à ne pas boire de boissons alcoolisées, et à ne faire partie d'aucune autre association ésotérique ; l'appartenance à la franc-maçonnerie était toutefois permise, puisque Heindel avait été initié par Steiner dans la loge Viktoria von Preussen de Berlin, appartenant à la Grande Loge symbolique de Rite écossais, et avait ensuite reçu de lui tous les grades de Memphis-Misraïm, jusqu'au 95e.  Les candidats s'engageaient également à faire certains exercices et à renvoyer périodiquement un rapport d'activités au Centre d'Oceanside ; chaque mois, ils recevaient une « Lettre aux candidats » rédigée par Max Heindel. Après la mort de Heindel, ces lettres furent rassemblées en un recueil destiné à être envoyé aux futures recrues de l'Association rosicrucienne.

## Publications

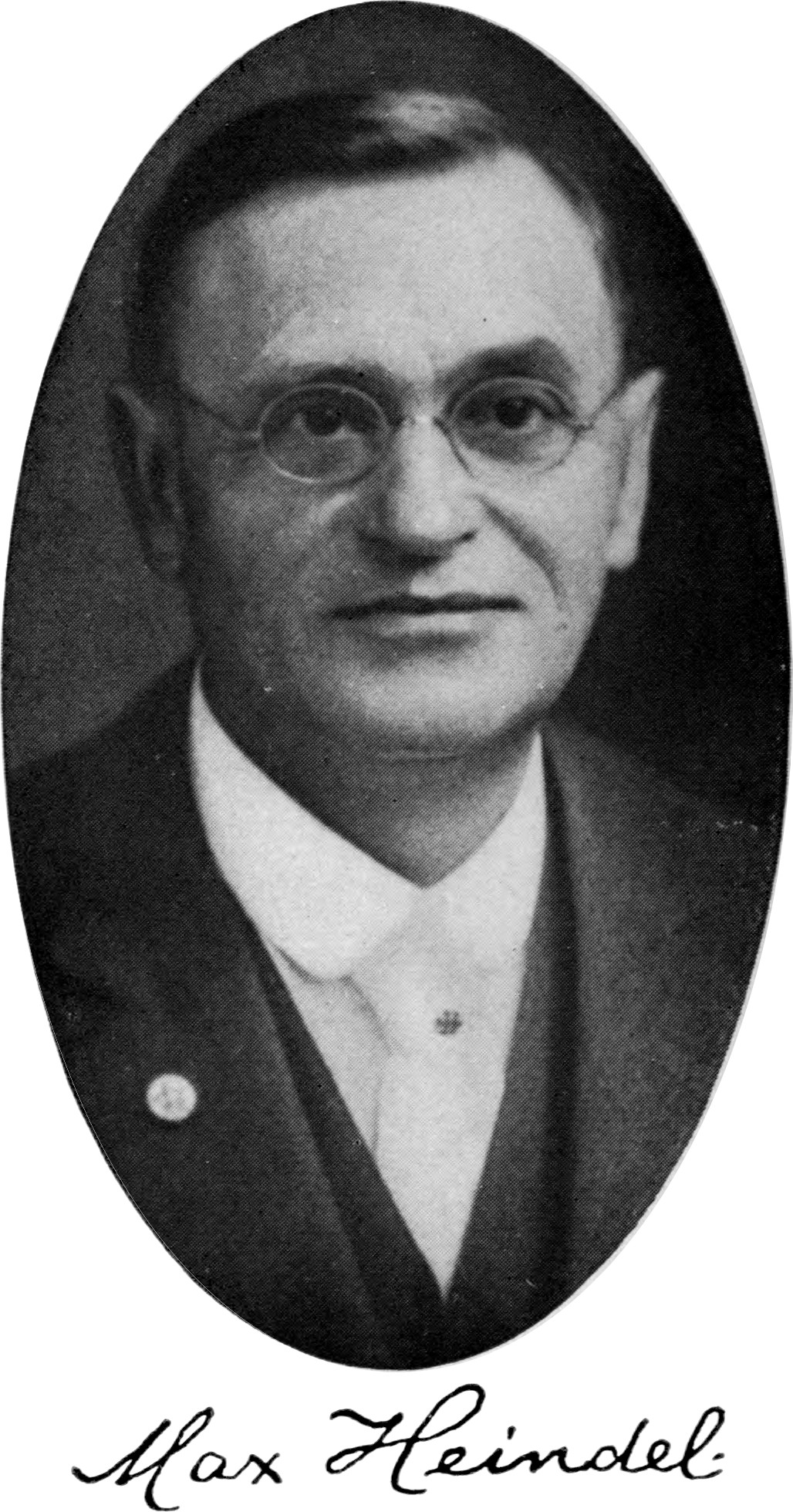

- Cosmogonie des Rose-Croix (Rosicrucian cosmo-conception, or Christian occult science, 1909), ENSRO, 17° éd., 2009, 709 p.  (ISBN 0-88112-044-8) www
- Christianisme de la Rose-Croix  (ISBN 2-902450-08-7) www
- Glanes d'un Mystique (Gleanings of a mystic, 1922) www
- Enseignements d'un initié (Teaching of an initiate, 1927), t. 1  (ISBN 2-902450-13-3) www
- Enseignements d'un initié, t. 2  (ISBN 2-902450-14-1) www
- La Philosophie rosicrucienne en questions et réponses, t. I   (ISBN 2-902450-10-9) www
- La Philosophie rosicrucienne en questions et réponses (1922), t. II  (ISBN 0-911274-85-5)
- Les Mystères rosicruciens (Rosicrucian mysteries. An elementary exposition of their secret teachings, 1911)  (ISBN 0-88112-027-8)
- Initiation ancienne et initiation moderne  (ISBN 2-902450-16-8) www
- Trame de la destinée www
- Franc-Maçonnerie et Catholicisme  (ISBN 2-902450-17-6) - www
- La constitution de l'homme (The Constitution of man)
  - Le Corps vital (Vital body, 1951) (corps éthérique), Association Rosicrucienne, 1999, 196 p.  (ISBN 0-88112-023-5) www
  - Le Corps du désir (Desire body, 1953), Association Rosicrucienne, 1999, 192 p.  (ISBN 0-88112-024-3) www
- Lettres aux étudiants (1910-1919) - www
- Mystères des grands opéras  (ISBN 2-902450-09-5) www
- Interprétation mystique de Pâques www
- Interprétation mystique de Noël (Mystical Interprettaion of Christmas, 1920)www
- Comment reconnaîtrons-nous le Christ à son retour ? www
- Santé et Guérison : Principes occultes (Occult principles of health and healing, 1938)  (ISBN 0-88112-028-6) www
- Principes rosicruciens sur l'éducation des enfants (Rosicrucian principles of child training, 1928) www
- Astrologie scientifique simplifiée (1913)  (ISBN 2-902450-02-8) www
- Astro-diagnostic (Astro-diagnosis. A Guide to healing, 1929)  (ISBN 2-902450-04-4) www
- Message des astres (Message of the stars, an esoteric exposition, 1913) - (écrit avec Augusta Foss Heindel), Association Rosicrucienne, 1993, 552 p. www
- Les Glandes endocrines et leur mystère  (ISBN 0-88112-028-6) www
- L'Échelle musicale : le plan de l'évolution et les archétypes  (ISBN 0-88112-041-3) www
- Lettres aux candidats de la Fraternité rosicrucienne de 1911 à 1918, The Rosicrucian Fellowship, Oceanside.

## Sources principales
- ARC, n° 182, décembre 1977, Bulletin de Association rosicrucienne, Centre de Paris
- ARC, n° 184, février 1978, Bulletin de Association rosicrucienne, Centre de Paris
- Max Heindel, Madame Blavatsky et la Doctrine secrète, précédée d'une courte biographie, Éd. de la Maison rosicrucienne, Aubenas, 1977.
- Rudolf Steiner, Le Cinquième Evangile, note 93, Éd. Triades, 1982, GA 148
- Rudolf Steiner, Die Geistigen Hintergründe des Ersten Weltkrieges,  GA 174b
- « Les rapports de Max Heindel avec Rudolf Steiner » in Tournant, 118/119, déc. 2003
- René Guénon, Le Théosophisme. Histoire d'une pseudo-religion, Éditions Traditionnelles, Paris 1986
- Dupré José, Rudolf Steiner. L'Anthroposophie et la liberté, Éd. La Clavellerie, Chancelade, 2004